# Figurer i Ben 10-serien
Detta är en samlingsartikel om figurer som förekommer i den animerade serien Ben 10.

## Fiender

### Vilgax
Vilgax är en ondskefull rymdvarelse som vill ha Omnitrixen för att segra i ett stort erövringskrig, men när Ben kom över Omnitrixen blev Vilgax tvungen att försöka förinta honom för att få tag i den. Vilgax skadades svårt i början av säsong 1, vilket han återhämtade sig från enbart genom cybernetiska implantat i slutet av säsong 1. Han blev förvånad när han upptäckte att det var ett barn som kommit över Omnitrixen, och arg vid tanken på att universums mäktigaste vapen använts som leksak, som han uttryckte det. Vilgax verkar ha en inblick i hur Omnitrixen fungerar, eftersom han kunnat stänga av Bens förvandlingar i förtid genom att trycka på plattan som finns med på alla Bens former. Ben, tillsammans med Max och Gwen, stoppade Vilgax försök att ta ifrån Ben Omnitrixen, och han försvann ut i rymden. Vilgax återkom många gånger för att återigen försöka ta Omnitrixen från Ben. Därför är Vilgax hans största ärkefiende.

### Kevin 11
Kevin var en elvaårig hemlös pojke som Ben träffade i New York. Kevin hade en naturlig förmåga att absorbera energi, vilket han använde för att hjälpa Ben i förbigående med ett arkadspel. Ben och Kevin började umgås, och Kevin fick snart reda på Omnitrixens hemlighet när han och Ben skulle fly från några vakter. Han försökte få Ben att använda Omnitrixen för att hjälpa honom hämnas på samhället och skaffa fram pengar genom att se till att ett godståg och ett persontåg krockade i en tunnel. Ben vägrade, och det framgick snart tydligt att Kevin var en sociopat. Ben förvandlade sig till Facklan för att stoppa honom, men Kevin absorberade energier från Facklan vilket delvis förvandlade honom till den formen. När det verkade som om Ben blivit överkörd av tåget, stack Kevin iväg för att använda sin nya eldkraft till att hämnas på ett gäng ungar som brukade ge sig på honom. Ben, som överlevt (tåget också), följde efter och försökte denna gång besegra Kevin genom att bli Fyrarm. Kevin blev av med Facklan, men han absorberade energi från Fyrarm också, och förvandlades delvis till den formen också. Ben lyckades dock få övertaget, och Kevin sa att han gav upp och då sa Ben att de kunde bli vänner igen. Ben blev lurad, för så snart Ben förvandlats tillbaka gav sig Kevin på honom och försökte slita av honom Omnitrixen. Omnitrixen försvarade sig genom att avge en energistöt som verkade kortsluta Kevins delvisa förvandling, samt hans ursprungliga absorberingskraft. Kevin stack sin väg, men upptäckte snart att han fortfarande kunde generera eld. Kevin återkom senare när Ben undersökte varför hans olika skepnader anklagades för brott han inte hade begått. Det visade sig att Kevin genom att absorbera energin som Omnitrixen hade gett ifrån sig hade fått förmågan att förvandla sig mellan Bens tio ursprungliga former. Detta skedde dock på bekostnad att han sällan kunde bli sig själv igen, vilket han anklagade Ben för. Han begick brott som de olika Omnitrix-varelserna för att förstöra deras rykte (på så vis Bens rykte, även om ingen annan kände till Bens koppling till varelserna). Under en strid uppe på Golden Gate-bron förvandlas Kevin oavsiktligt tillbaka till mänsklig form och väntar sig att Ben, i form av Fyrarm, ska ge honom nådastöten. Ben avslöjar dock bryskt att Kevin inte var värd det, hade aldrig varit det, och vände sig om för att gå. Kevin kokade över och försökte förvandla sig för att återuppta striden. Vad som än hade reglerat formerna som lagrats i Kevin raserades totalt vid detta tillfälle, och han förvandlades till en enorm mutant, en amalgam (ihopsättning) av alla de former han hade stulit från Ben. Kevin upptäckte snabbt att han inte längre kunde förvandla sig tillbaka till mänsklig form, och angrep Ben. Med lite hjälp från ett annat håll så klarade Ben sig då Kevin besköts och ramlade nedför Golden Gate-bron, ned i vattnet. I ett annat avsnitt fick han lite spö av Cannonbolt på ett rymdskepp.

### Dr. Animo
Dr. Animo är en galen vetenskapsman, f.d. veterinär och expert på genetisk mutation. Dr. Animo uppfann olika maskiner som kunde mutera djur till enorma monster. Han har rymt från fängelset flera gånger och har sedan sitt andra möte med Ben oftast varit ute efter att komma över Omnitrixen för att använda dess potential att förändra genetiska strukturer.

### Zs'Skayr (Skuggan)
Zs'Skayr var fångad som en av Ben's varelser, Skuggan. Det framkom senare att alla av Skuggans art hade ett genetiskt minne (minnena lagras som gener, vilket gör att minnen kan ärvas samt återskapas genom kloning). Varje gång som Ben förvandlade sig till Skuggan så återskapades även personligheten och minnena från donatorvarelsen (Omnitrixen använder donerat DNA för att förvandla sin användare). I avsnitt 11, säsong 2, Ghostfreaked out, blev Skuggan självmedveten inne i Omnitrixen. När Ben strax därefter förvandlade sig till Skuggan av misstag, tog Skuggan totalt över och angrep hänsynslöst de skurkar som Ben hade tänkt slåss mot. När Omnitrixen sedan inledde nedstängning vägrade Skuggan att återvända till Omnitrixen, och slet sig loss från Ben när han förvandlades tillbaka. Skuggan, nu en varelse separat från Ben, återtog sin naturliga form (Omnitrixen hade modifierat Skuggan för att ta bort hans känslighet för solljus och ge honom ett mindre skrämmande utseende). Skuggan försökte besätta Ben (ta över hans kropp), för att kunna använda Omnitrixen till att göra honom komplett igen (det uppstod skador vid separationen). Ben lyckades stoppa denna plan, och förgjorde Skuggan genom att utsätta honom för solljus, hans största svaghet. Efter detta fanns Skuggans form inte längre i Omnitrixen. Skuggan kom senare att återupplivas av Dr. Victor (Samma art som Benvictor) och försökte skapa evigt mörker på Jorden så att människorna skulle muteras och så att han kunde styra över den.

## Andra viktiga figurer

### Carl Tenyson
Carl är Max son och Bens pappa och Gwens farbror. Han var med i avsnittet Goodbye and Good Riccane och slogs mot Vilgax.

### Azmuth
Azmuth är skaparen av omnitrixen och han hjälpte Ben att hindra (SFL) självförintelseläge och lämna en varelse till Ben (Way Big).

### Wes
Wes är en indian, en gammal vän till Max som kom till Bens hjälp när det verkade som om Ben skulle förvandlas till en varulv efter att ha angripits av en sådan (egentligen en rymdvarelse som råkade donera sitt DNA och därmed sin form till Omnitrixen när den klöste den).

### Kai
Kai är Wes barnbarn, och försökte också hjälpa till när Ben verkade förvandlas till varulv. Ben blev kär i henne första gången han såg henne, men de skildes åt på bågot dåliga termer.

### Ishyama
Ishyama är en tv-spelsfigur som har skepnaden av en sumokrigare. Han hjälpte Ben och Gwen då de råkade hamna inuti hans spel då Ben försökte fuska mot Gwen genom att använda Upgrade.

### Phil
Phil var en kollega, arbetspartner och vän till Max när de båda var soldater i enheten Rörmokarna (som sysslade med utomjordiska hot), men de skildes åt då arbetena började ta slut efter Vilgax första förlust på planeten Jorden. Många år senare försökte Phil tjäna pengar genom att släppa ut rymdvarelser han och Max hade fångat från den dimension dit de hade skickat dem, för att sedan ta betalt för att fånga in dem igen. Max upptäckte detta, och försökte stoppa sin före detta partner. Det slutade med att Phil av misstag skickade sig själv till dimensionen dit de brukade skicka alla varelser de fångade in (genom en speciell portprojektor).

### Xylene
Xylene var den rymdvarelse som kommenderade det rymdskepp som Vilgax anföll för att komma åt Omnitrixen, och det var hon som sände iväg Omnitrixen till Jorden. Hon ämnade att skicka den till Max, men Ben råkade finna den istället. Xylene och Max var ett par någon gång under tiden som Max arbetade i enheten Rörmokarna, men han tackade då nej till att resa med henne ut till stjärnorna, eftersom han hade mycket kvar att göra som Rörmokare. När Xylene återvänder för att se vad som hänt Omnitrixen, så återknyter hon och Max gamla band (efter att Max stoppad henne från att anfalla Ben, som hon trodde hade stulit Omnitrixen). För att rädda Max från en av Vilgax robotar så låser hon upp en ny varelse i Omnitrixen åt Ben, Upchuck. Hon erbjuder återigen Max att följa med henne när hon ska ge sig av, men Max vill stanna kvar för Ben och Gwens skull.

### Tetrax
Tetrax är en petrosapien som var med Ben på avsnittet Hunted. Han och Ben lykades vinna över sina före detta kollegor Sixsix och en robot. Tetrax hjälpte Vilgax att förstöra Tetrax hemplanet Petopia.